# Dennis Hope

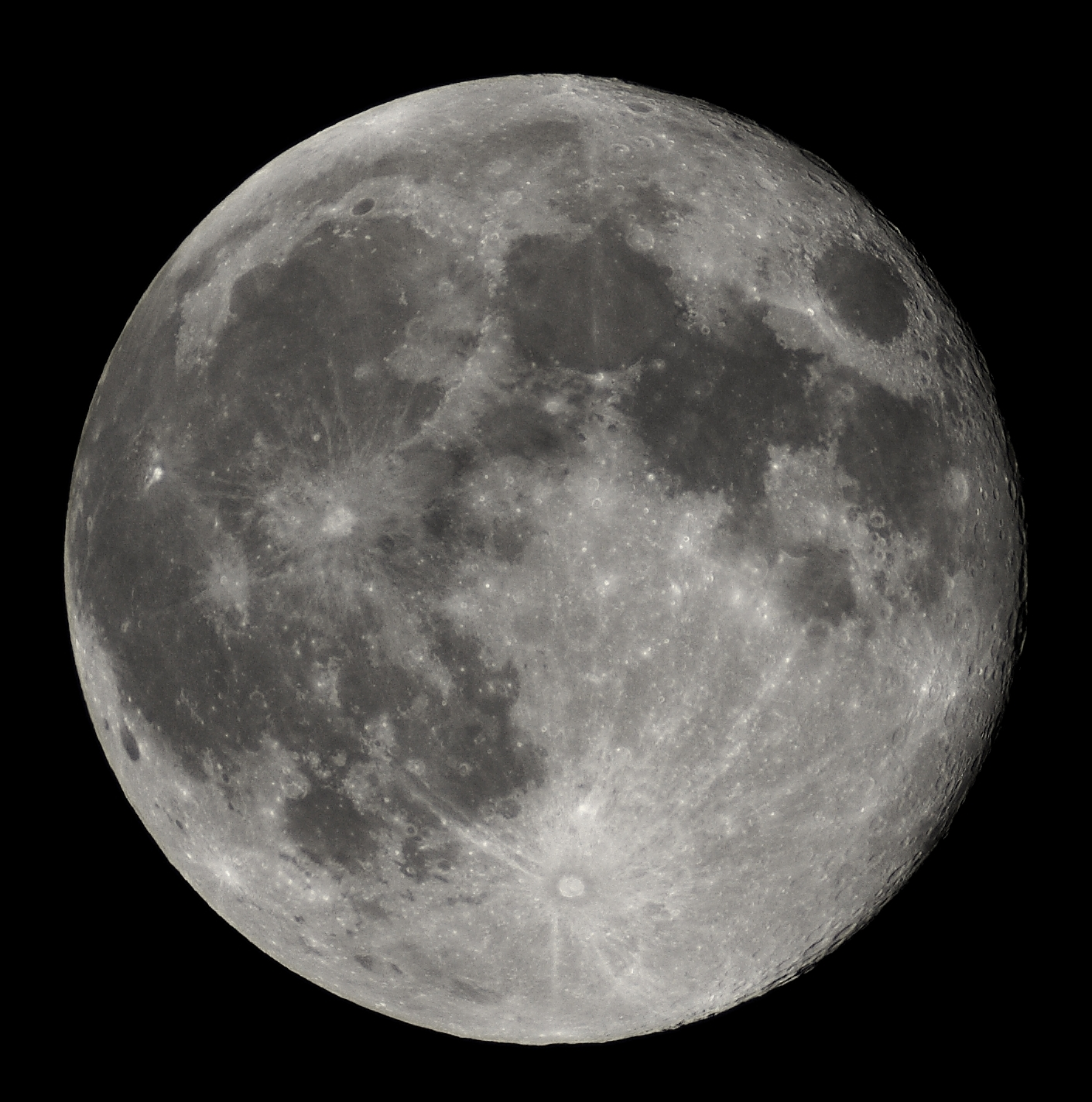
La Lluna vista per un observador des de la Terra. Algunes persones afirmen que la propietat privada de la Lluna podria ser possible.

Dennis Hope és un empresari nord-americà que està involucrat en la controvertida venda de terrenys extraterrestres. El 1980, va començar el seu propi negoci, al·legant haver trobat una llacuna en el dret internacional que li permet reclamar la plena sobirania de la Lluna. Va ser el primer a vendre "parcel·les lunars" després d'enviar les declaracions als EUA i la llavors Unió Soviètica, diversos governs més i Nacions Unides. Hope ha obtingut fins al moment uns guanys aproximats de 9 milions de dòlars amb les seves vendes.

## Controvèrsia
Segons diu el mateix Hope, el Tractat de les Nacions Unides, signat el 1967 sobre l'Espai Exterior, just dos anys abans que l'home arribés a la Lluna, estableix que els Governs de la Terra no poden reclamar propietat sobre la totalitat o parts de la Lluna, argumentant que no es contempla que una empresa o una persona sí que pugui exercir aquesta reclamació. Un cas similar és el del xilè difunt Jenaro Gajardo Vera, que va inscriure el satèl·lit natural el 1954 a la seva propietat i qui en el seu testament, el 1998, l'hi va deixar al poble xilè amb el següent text ”Deixo al meu poble la lluna, omple d'amor per les seves penes”.
Encara que atès que Xile és un país signatari del "Moon Treaty", mitjançant el qual es prohibeix la possessió de la Lluna (o part d'ella) per part d'individus particulars, per tant no té oficialitat.

## Preu de la Lluna
L'actual preu de la Lluna és de 37 dòlars per cada 0.4 hectàrees.